# Entenpresse

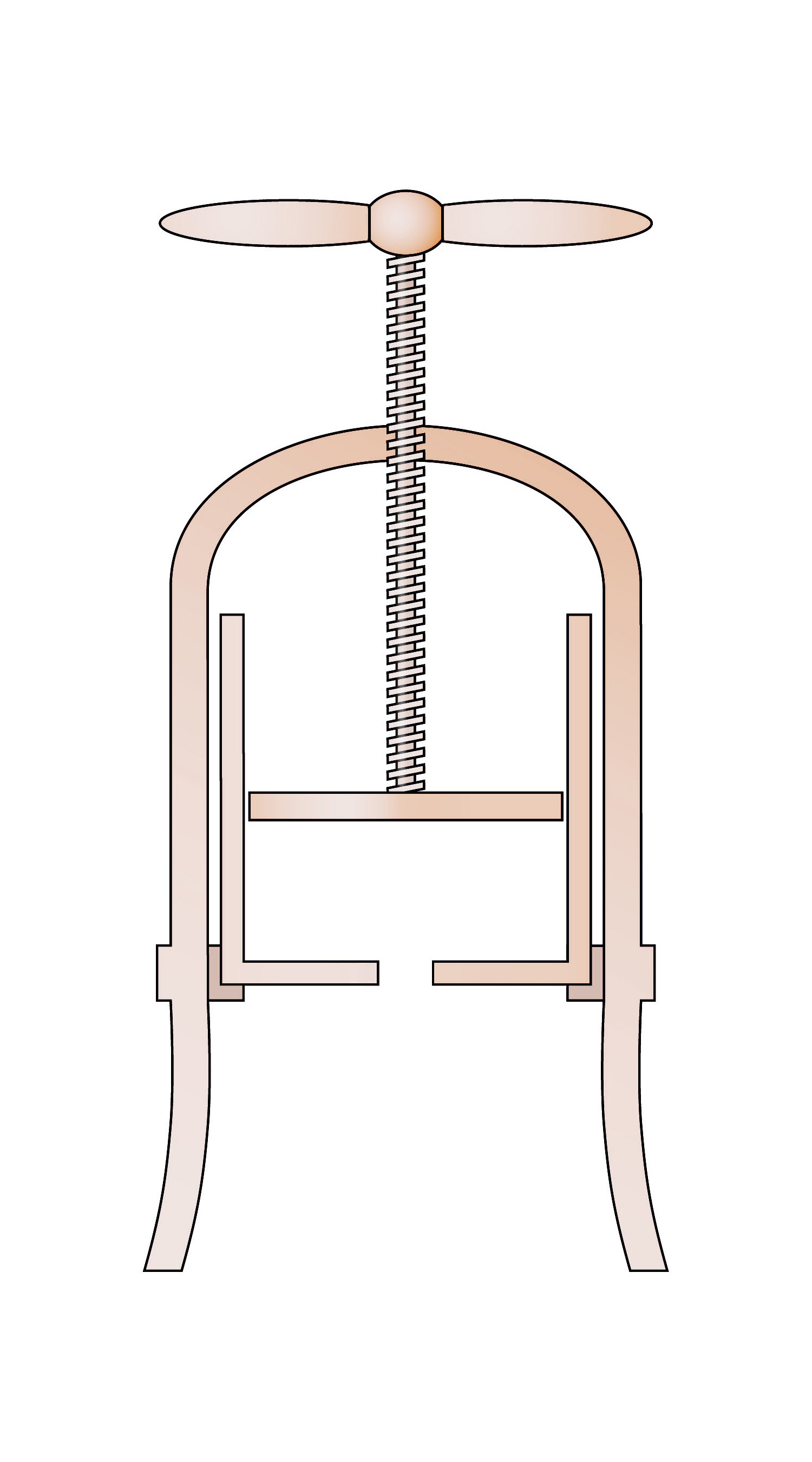
Entenpresse (Querschnitt)

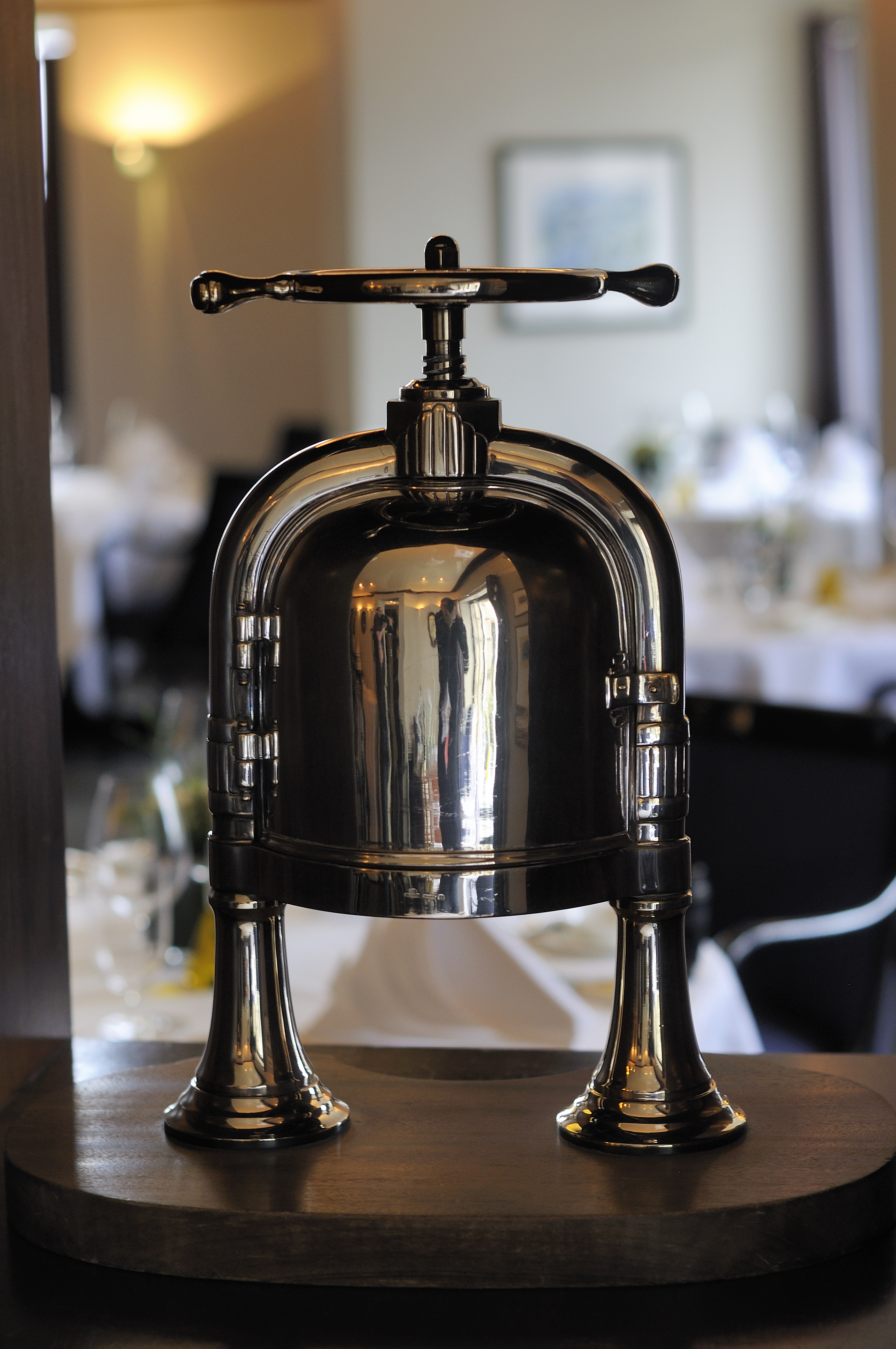
Eine Entenpresse im Restaurant Ente in Wiesbaden

Eine Entenpresse oder Geflügelpresse ist ein Küchengerät zum Auspressen von Karkassen, den nach dem Braten und Zerlegen von Geflügel zurückbleibenden Knochenresten, um den enthaltenen Saft für die Zubereitung einer Sauce zu verwenden, beispielsweise einer Sauce rouennaise. Sie dient auch zum Auspressen der Schale von Krustentieren.
Entenpressen sind wie alte Wein- oder Druckerpressen als Spindelpresse konstruiert. Über einem Topf mit Auslass am Boden befindet sich eine Scheibe, die mittels einer an einem Bügel über dem Topf angebrachten Gewindestange und einem Drehrad oder Drehgriffen mit hoher Kraft auf den Topfboden gedrückt werden kann. Sie bestehen in der Regel aus rostfreiem Stahl oder Messing.
Die Entenpresse ist ein Gerät der klassischen französischen Küche. Unverzichtbar ist sie für Gerichte wie die Blutente, z. B. Ente à la Rouen (Canard au sang, Canard à la rouennaise oder Canard à la Rouen), die beim Schlachten erstickt wird, damit das Blut im Körper verbleibt, und sehr frisch nur weniger als eine halbe Stunde gebraten wird. Als Sauce wird dazu die mit Rotwein aufgekochte und mit etwas Cognac vermischte, aus der Karkasse gepresste Flüssigkeit aus Blut und Fleischsaft serviert.

## Populärkultur
In dem Kriminalfilm Die Schlemmer-Orgie von 1978 endet der französische Spitzenkoch Moulineau mit dem Kopf in der Entenpresse.